# Thị xã (Việt Nam)
Thị xã là một đơn vị hành chính cấp huyện từng tồn tại ở Việt Nam, dưới tỉnh và thành phố trực thuộc trung ương. Trước khi giải thể, thị xã là đô thị loại IV hoặc loại III. Cấp hành chính này đã bị bãi bỏ vào ngày 16 tháng 4 năm 2025.
Tại thời điểm ngày 31 tháng 12 năm 2008, Việt Nam có 47 thị xã. Đến ngày 1 tháng 3 năm 2025, Việt Nam có 52 thị xã.
Tất cả các tỉnh lỵ của Việt Nam hiện nay trước kia đều là thị xã, đến nay các thị xã tỉnh lỵ đều đã được nâng cấp lên thành phố thuộc tỉnh. Tuy nhiên, sau khi cấp huyện giải thể, tỉnh lỵ hiện nay là các phường.
Về quy mô, thị xã thường nhỏ hơn các thành phố và lớn hơn thị trấn; là nơi tập trung đông dân cư, sinh sống chủ yếu nhờ các hoạt động trong các lĩnh vực như: công nghiệp, dịch vụ, thương nghiệp, tiểu thủ công nghiệp. Về loại hình, thị xã là một đô thị và dân cư tại đó được xếp là dân thành thị; mặc dù có thể vẫn còn một phần dân cư sống bằng nông nghiệp.

## Quy định trong luật pháp

### Cấp hành chính
- Trong Hiến pháp 2013, Chương IX: Chính quyền địa phương[2], Khoản 1 Điều 110 có viết:

1. Các đơn vị hành chính của nước Cộng hòa xã hội chủ nghĩa Việt Nam được phân định như sau:
Nước chia thành tỉnh, thành phố trực thuộc trung ương;
Tỉnh chia thành huyện, thị xã và thành phố thuộc tỉnh; thành phố trực thuộc trung ương chia thành quận, huyện, thị xã và đơn vị hành chính tương đương;
Huyện chia thành xã, thị trấn; thị xã và thành phố thuộc tỉnh chia thành phường và xã; quận chia thành phường.
Đơn vị hành chính – kinh tế đặc biệt do Quốc hội thành lập.

- Trong Luật Tổ chức chính quyền địa phương 2015[3] (sửa đổi, bổ sung 2019[4]), quy định tại Điều 2: Đơn vị hành chính, Chương I: Những quy định chung:

Các đơn vị hành chính của nước Cộng hòa xã hội chủ nghĩa Việt Nam gồm có:
1. Tỉnh, thành phố trực thuộc trung ương (sau đây gọi chung là cấp tỉnh);
2. Huyện, quận, thị xã, thành phố thuộc tỉnh, thành phố thuộc thành phố trực thuộc trung ương (sau đây gọi chung là cấp huyện);
3. Xã, phường, thị trấn (sau đây gọi chung là cấp xã);
4. Đơn vị hành chính – kinh tế đặc biệt.

Như vậy, thị xã nằm ở cấp hành chính thứ hai trong 3 cấp hành chính (cấp tỉnh, cấp huyện, cấp xã) của Việt Nam.

### Tiêu chuẩn của đơn vị hành chính
Theo Nghị quyết số 1211/2016/UBTVQH13 của Ủy ban Thường vụ Quốc hội ban hành năm 2016, tại Điều 6, Mục 2: Tiêu chuẩn của đơn vị hành chính đô thị, Chương I: Tiêu chuẩn của đơn vị hành chính thì một thị xã cần phải đáp ứng các tiêu chuẩn như sau:

Điều 6. Tiêu chuẩn của thị xã
1. Quy mô dân số từ 100.000 người trở lên.
2. Diện tích tự nhiên từ 200 km² trở lên.
3. Đơn vị hành chính trực thuộc:
a) Số đơn vị hành chính cấp xã trực thuộc có từ 10 đơn vị trở lên;
b) Tỷ lệ số phường trên tổng số đơn vị hành chính cấp xã từ 50% trở lên.
4. Đã được công nhận là đô thị loại III hoặc loại IV; hoặc khu vực dự kiến thành lập thị xã đã được phân loại đạt tiêu chí của đô thị loại III hoặc loại IV.
5. Cơ cấu và trình độ phát triển kinh tế – xã hội đạt quy định tại Phụ lục 1 ban hành kèm theo Nghị quyết này.

## Danh sách thị xã trước khi giải thể
Số liệu về dân số chủ yếu lấy theo kết quả sơ bộ của cuộc tổng điều tra dân số ngày 1/4/2019 (không tính dân số quy đổi).
| Thị xã (Năm thành lập)     | Thuộc tỉnh (Vùng)                  | Diện tích (km²) | Dân số (người) | Mật độ dân số (người/km²) | Hành chính | Hành chính | Loại đô thị (Năm công nhận) | Hình ảnh |
| Thị xã (Năm thành lập)     | Thuộc tỉnh (Vùng)                  | Diện tích (km²) | Dân số (người) | Mật độ dân số (người/km²) | Phường     | Xã         | Loại đô thị (Năm công nhận) | Hình ảnh |
| -------------------------- | ---------------------------------- | --------------- | -------------- | ------------------------- | ---------- | ---------- | --------------------------- | -------- |
| An Khê 2003                | Gia Lai Tây Nguyên                 | 200,65          | 81.600         | 407                       | 6 phường   | 5 xã       | IV 2003                     |          |
| An Nhơn 2011               | Bình Định Duyên hải Nam Trung Bộ   | 242,70          | 178.709        | 736                       | 5 phường   | 10 xã      | III 2021                    |          |
| Ayun Pa 2007               | Gia Lai Tây Nguyên                 | 287,00          | 39.936         | 139                       | 4 phường   | 4 xã       | IV 2007                     |          |
| Ba Đồn 2013                | Quảng Bình Bắc Trung Bộ            | 162,30          | 106.413        | 656                       | 6 phường   | 10 xã      | IV 2013                     |          |
| Bỉm Sơn 1981               | Thanh Hóa Bắc Trung Bộ             | 63,86           | 69.826         | 1.093                     | 6 phường   | 1 xã       | III 2015                    |          |
| Bình Long 2009             | Bình Phước Đông Nam Bộ             | 126,28          | 105.520        | 835                       | 4 phường   | 2 xã       | IV 2009                     |          |
| Bình Minh 2012             | Vĩnh Long Đồng bằng sông Cửu Long  | 93,63           | 94.862         | 1.013                     | 3 phường   | 5 xã       | III 2020                    |          |
| Buôn Hồ 2008               | Đắk Lắk Tây Nguyên                 | 282,61          | 108.413        | 384                       | 7 phường   | 4 xã       | IV 2008                     |          |
| Cai Lậy 2013               | Tiền Giang Đồng bằng sông Cửu Long | 140,20          | 143.050        | 1.020                     | 6 phường   | 10 xã      | III 2020                    |          |
| Chơn Thành 2022            | Bình Phước Đông Nam Bộ             | 390,34          | 121.083        | 310                       | 5 phường   | 4 xã       | IV 2020                     |          |
| Chũ 2025                   | Bắc Giang Đông Bắc Bộ              | 251,55          | 127.881        | 508                       | 5 phường   | 5 xã       | IV 2024                     |          |
| Duy Tiên 2020              | Hà Nam Đồng bằng sông Hồng         | 120,92          | 152.700        | 1.263                     | 9 phường   | 6 xã       | IV 2017                     |          |
| Duyên Hải 2015             | Trà Vinh Đồng bằng sông Cửu Long   | 193,40          | 69.961         | 362                       | 2 phường   | 5 xã       | IV 2013                     |          |
| Điện Bàn 2015              | Quảng Nam Duyên hải Nam Trung Bộ   | 214,28          | 226.564        | 1.057                     | 12 phường  | 8 xã       | IV 2015                     |          |
| Đông Hòa 2020              | Phú Yên Duyên hải Nam Trung Bộ     | 265,62          | 119.991        | 452                       | 5 phường   | 5 xã       | IV 2019                     |          |
| Đức Phổ 2020               | Quảng Ngãi Duyên hải Nam Trung Bộ  | 372,76          | 150.927        | 405                       | 8 phường   | 7 xã       | IV 2018                     |          |
| Giá Rai 2015               | Bạc Liêu Đồng bằng sông Cửu Long   | 354,49          | 145.340        | 410                       | 3 phường   | 7 xã       | IV 2015                     |          |
| Hòa Thành 2020             | Tây Ninh Đông Nam Bộ               | 82,92           | 147.666        | 1.781                     | 4 phường   | 4 xã       | III 2025                    |          |
| Hoài Nhơn 2020             | Bình Định Duyên hải Nam Trung Bộ   | 420,84          | 212.063        | 504                       | 11 phường  | 5 xã       | IV 2019                     |          |
| Hoàng Mai 2013             | Nghệ An Bắc Trung Bộ               | 169,75          | 113.360        | 668                       | 5 phường   | 5 xã       | IV 2013                     |          |
| Hồng Lĩnh 1992             | Hà Tĩnh Bắc Trung Bộ               | 58,95           | 36.940         | 627                       | 5 phường   | 1 xã       | IV 1992                     |          |
| Hương Thủy 2010            | Huế Bắc Trung Bộ                   | 426,96          | 95.299         | 223                       | 5 phường   | 5 xã       | IV 2010                     |          |
| Hương Trà 2011             | Huế Bắc Trung Bộ                   | 392,32          | 72.677         | 185                       | 5 phường   | 4 xã       | IV 2011                     |          |
| Kiến Tường 2013            | Long An Đồng bằng sông Cửu Long    | 204,36          | 51.620         | 253                       | 3 phường   | 5 xã       | III 2023                    |          |
| Kim Bảng 2025              | Hà Nam Đồng bằng sông Hồng         | 175,40          | 145.744        | 830                       | 10 phường  | 7 xã       | IV 2023                     |          |
| Kinh Môn 2019              | Hải Dương Đồng bằng sông Hồng      | 165,33          | 203.638        | 1.232                     | 14 phường  | 8 xã       | III 2024                    |          |
| Kỳ Anh 2015                | Hà Tĩnh Bắc Trung Bộ               | 280,25          | 82.955         | 296                       | 8 phường   | 3 xã       | III 2020                    |          |
| La Gi 2005                 | Bình Thuận Duyên hải Nam Trung Bộ  | 185,40          | 107.820        | 582                       | 5 phường   | 4 xã       | III 2017                    |          |
| Long Mỹ 2015               | Hậu Giang Đồng bằng sông Cửu Long  | 149,27          | 61.781         | 414                       | 4 phường   | 5 xã       | III 2019                    |          |
| Mộc Châu 2025              | Sơn La Tây Bắc Bộ                  | 1.072,09        | 148.259        | 138                       | 8 phường   | 7 xã       | IV 2024                     |          |
| Mường Lay 1971             | Điện Biên Tây Bắc Bộ               | 114,03          | 11.162         | 98                        | 2 phường   | 1 xã       | IV 2005                     |          |
| Mỹ Hào 2019                | Hưng Yên Đồng bằng sông Hồng       | 79,37           | 115.608        | 1.457                     | 7 phường   | 6 xã       | IV 2018                     |          |
| Ngã Năm 2013               | Sóc Trăng Đồng bằng sông Cửu Long  | 242,15          | 74.115         | 306                       | 3 phường   | 5 xã       | IV 2010                     |          |
| Nghi Sơn 2020              | Thanh Hóa Bắc Trung Bộ             | 455,61          | 302.210        | 663                       | 16 phường  | 14 xã      | IV 2019                     |          |
| Nghĩa Lộ 1995              | Yên Bái Tây Bắc Bộ                 | 107,78          | 68.206         | 633                       | 4 phường   | 10 xã      | IV 1995                     |          |
| Ninh Hòa 2010              | Khánh Hòa Duyên hải Nam Trung Bộ   | 1.195,70        | 245.100        | 192                       | 7 phường   | 19 xã      | IV 2010                     |          |
| Phong Điền 2025            | Huế Bắc Trung Bộ                   | 954             | 114.820        | 120                       | 6 phường   | 6 xã       | IV 2024                     |          |
| Phú Thọ 1903               | Phú Thọ Đông Bắc Bộ                | 64,60           | 70.653         | 1.094                     | 4 phường   | 5 xã       | III 2010                    |          |
| Phước Long 2009            | Bình Phước Đông Nam Bộ             | 119,38          | 81.200         | 680                       | 5 phường   | 2 xã       | IV 2009                     |          |
| Quảng Trị 1989             | Quảng Trị Bắc Trung Bộ             | 74,00           | 23.356         | 316                       | 4 phường   | 1 xã       | IV 1989                     |          |
| Quảng Yên 2011             | Quảng Ninh Đông Bắc Bộ             | 333,70          | 180.028        | 539                       | 11 phường  | 8 xã       | III 2020                    |          |
| Quế Võ 2023                | Bắc Ninh Đồng bằng sông Hồng       | 155,11          | 219.929        | 1.418                     | 11 phường  | 9 xã       | IV 2022                     |          |
| Sa Pa 2019                 | Lào Cai Tây Bắc Bộ                 | 681,37          | 81.857         | 120                       | 6 phường   | 10 xã      | IV 2012                     |          |
| Sông Cầu 2009              | Phú Yên Duyên hải Nam Trung Bộ     | 492,80          | 120.780        | 245                       | 4 phường   | 9 xã       | III 2019                    |          |
| Sơn Tây 1884, tái lập 2009 | Hà Nội Đồng bằng sông Hồng         | 117,20          | 151.090        | 1.289                     | 7 phường   | 6 xã       | III 2006                    |          |
| Tân Châu 2009              | An Giang Đồng bằng sông Cửu Long   | 176,43          | 175.211        | 989                       | 5 phường   | 9 xã       | III 2019                    |          |
| Thái Hòa 2007              | Nghệ An Bắc Trung Bộ               | 135,14          | 66.127         | 489                       | 4 phường   | 5 xã       | IV 2007                     |          |
| Thuận Thành 2023           | Bắc Ninh Đồng bằng sông Hồng       | 117,83          | 199.577        | 1.694                     | 10 phường  | 8 xã       | IV 2020                     |          |
| Tịnh Biên 2023             | An Giang Đồng bằng sông Cửu Long   | 354,67          | 143.098        | 403                       | 7 phường   | 7 xã       | IV 2018                     |          |
| Trảng Bàng 2020            | Tây Ninh Đông Nam Bộ               | 340,14          | 161.831        | 476                       | 6 phường   | 4 xã       | III 2025                    |          |
| Việt Yên 2024              | Bắc Giang Đông Bắc Bộ              | 171,0           | 205.900        | 1.204                     | 9 phường   | 8 xã       | IV 2021                     |          |
| Vĩnh Châu 2011             | Sóc Trăng Đồng bằng sông Cửu Long  | 468,71          | 164.663        | 351                       | 4 phường   | 6 xã       | IV 2010                     |          |

## Thống kê
Tính đến ngày 1 tháng 3 năm 2025, cả nước có:
- 2 tỉnh, thành phố trực thuộc trung ương có 3 thị xã trực thuộc:
  - Bình Phước: Bình Long, Phước Long, Chơn Thành
  - Huế: Hương Thủy, Hương Trà, Phong Điền
- 12 tỉnh có 2 thị xã trực thuộc:
  - An Giang: Tân Châu, Tịnh Biên
  - Bắc Ninh: Quế Võ, Thuận Thành
  - Bắc Giang: Việt Yên, Chũ
  - Bình Định: An Nhơn, Hoài Nhơn
  - Gia Lai: An Khê, Ayun Pa
  - Hà Tĩnh: Hồng Lĩnh, Kỳ Anh
  - Hà Nam: Duy Tiên, Kim Bảng
  - Nghệ An: Thái Hòa, Hoàng Mai
  - Phú Yên: Sông Cầu, Đông Hòa
  - Sóc Trăng: Vĩnh Châu, Ngã Năm
  - Tây Ninh: Hòa Thành, Trảng Bàng
  - Thanh Hóa: Bỉm Sơn, Nghi Sơn
- 22 tỉnh, thành phố có 1 thị xã trực thuộc:
  - Bạc Liêu: Giá Rai
  - Bình Thuận: La Gi
  - Đắk Lắk: Buôn Hồ
  - Điện Biên: Mường Lay
  - Hải Dương: Kinh Môn
  - Hà Nội: Sơn Tây
  - Hậu Giang: Long Mỹ
  - Hưng Yên: Mỹ Hào
  - Khánh Hòa: Ninh Hòa
  - Lào Cai: Sa Pa
  - Long An: Kiến Tường
  - Phú Thọ: Phú Thọ
  - Quảng Bình: Ba Đồn
  - Quảng Nam: Điện Bàn
  - Quảng Ngãi: Đức Phổ
  - Quảng Ninh: Quảng Yên
  - Quảng Trị: Quảng Trị
  - Sơn La: Mộc Châu
  - Tiền Giang: Cai Lậy
  - Trà Vinh: Duyên Hải
  - Vĩnh Long: Bình Minh
  - Yên Bái: Nghĩa Lộ
- 27 tỉnh, thành phố không có thị xã trực thuộc: Bà Rịa - Vũng Tàu, Bắc Kạn, Bến Tre, Bình Dương, Cao Bằng, Cà Mau, Cần Thơ, Đà Nẵng, Đắk Nông, Đồng Nai, Đồng Tháp, Hải Phòng, Hà Giang, Hòa Bình, Thành phố Hồ Chí Minh, Kiên Giang, Kon Tum, Lai Châu, Lạng Sơn, Lâm Đồng, Nam Định, Ninh Bình, Ninh Thuận, Thái Bình, Thái Nguyên, Tuyên Quang, Vĩnh Phúc.

Thị xã có diện tích lớn nhất: thị xã Ninh Hòa (Khánh Hòa) với 1.197,5 km²
Thị xã có diện tích nhỏ nhất: thị xã Hồng Lĩnh (Hà Tĩnh) với 
58,95 km²
Thị xã có dân số đông nhất: thị xã Nghi Sơn (Thanh Hóa) với 302.210 người.
Thị xã có dân số ít nhất: thị xã Mường Lay (Điện Biên) với 11.162 người.
Thị xã có nhiều đơn vị hành chính cấp xã trực thuộc nhất: thị xã Nghi Sơn (Thanh Hóa) với 16 phường và 14 xã.
Thị xã có ít đơn vị hành chính cấp xã trực thuộc nhất: thị xã Mường Lay (Điện Biên) với 2 phường và 1 xã.
Thị xã có nhiều xã nhất: thị xã Ninh Hòa (Khánh Hòa) với 19 xã.
Thị xã có nhiều phường nhất: thị xã Nghi Sơn (Thanh Hóa) với 16 phường.
Thị xã có ít phường nhất: thị xã Mường Lay (Điện Biên) và thị xã Duyên Hải (Trà Vinh) với 2 phường ở mỗi thị xã.

## Danh sách thị xã không còn tồn tại trước ngày 1 tháng 7 năm 2025
Danh sách dưới đây liệt kê các thị xã bị giải thể, hạ cấp, đổi tên hoặc nâng cấp lên quận, không liệt kê các thị xã được nâng cấp lên thành phố thuộc tỉnh.
| STT | Tên thị xã      | Trực thuộc  | Năm thành lập | Năm giải thể | Lý do giải thể                                      |
| --- | --------------- | ----------- | ------------- | ------------ | --------------------------------------------------- |
| 1   | Cam Đường       | Lào Cai     | 1963          | 2002         | Sáp nhập vào thị xã Lào Cai                         |
| 2   | Cửa Lò          | Nghệ An     | 1994          | 2025         | Sáp nhập vào thành phố Vinh                         |
| 3   | Đồ Sơn          | Hải Phòng   | 1988          | 2007         | Thành lập quận                                      |
| 4   | Hồng Gai        | Quảng Ninh  |               | 1993         | Thành lập thành phố Hạ Long                         |
| 5   | Kiến An         | Hải Phòng   | 1988          | 1994         | Thành lập quận                                      |
| 6   | Lai Châu        | Lai Châu    | 1971          | 2005         | Chia tách, đổi tên thành thị xã Mường Lay           |
| 7   | Minh Hải        | Minh Hải    | 1976          | 1984         | Đổi tên thành thị xã Bạc Liêu                       |
| 8   | Phủ Lạng Thương | Bắc Giang   | 1902          | 1959         | Đổi tên thành thị xã Bắc Giang                      |
| 9   | Hà Nam          | Hà Nam Ninh | 1934          | 1996         | Đổi tên thành thị xã Phủ Lý                         |
| 10  | Quảng Nghĩa     | Nghĩa Bình  | 1975          | 1981         | Chia tách thành thị xã Quảng Ngãi và huyện Tư Nghĩa |
| 11  | Tân Hiệp        | Hậu Giang   | 2005          | 2006         | Đổi tên thành thị xã Ngã Bảy                        |
| 12  | Tiên Yên        | Hải Ninh    | 1955          | 1957         | Hạ cấp thành thị trấn                               |
| 13  | Vĩnh An         | Đồng Nai    | 1985          | 1994         | Hạ cấp thành huyện                                  |

## Lịch sử

### Giai đoạn 1945 – 1975

#### Thị xã của chính quyền Việt Nam Cộng hòa (1955-1975)
Tại miền Nam thời Việt Nam Cộng hòa, các xã ở trung tâm tỉnh lỵ có mức độ đô thị hóa cao được gọi là thị xã (xã thành thị) và tất cả đều trở thành các thị xã tự trị (không còn phụ thuộc vào đơn vị cấp "quận trực thuộc tỉnh"). Chính phủ Việt Nam Cộng hòa không xây dựng quy chế thành phố mà thành lập hai cấp tương đương là Đô thành Sài Gòn và 10 thị xã tự trị trong đó có Huế, Đà Nẵng, Quy Nhơn, Nha Trang, Cam Ranh, Đà Lạt, Vũng Tàu, Mỹ Tho, Cần Thơ và Rạch Giá
Về phân cấp hành chính các thị xã tự trị được tổ chức không giống nhau tùy theo ý nghĩa về quân sự và văn hóa.
- Các thị xã là những đô thị trực thuộc trung ương gồm Đà Nẵng, Cam Ranh và Vũng Tàu
- Các thị xã vừa là đô thị trực thuộc trung ương đồng thời là tỉnh lị một tỉnh gồm Huế (tỉnh lị tỉnh Thừa Thiên) và Đà Lạt (tỉnh lị tỉnh Tuyên Đức đến 7/9/1967)
- Các thị xã là đô thị trực thuộc tỉnh nhưng hưởng quy chế tự trị cao tương đương các đô thị trực thuộc trung ương gồm Nha Trang (tỉnh Khánh Hòa), Quy Nhơn (tỉnh Bình Định), Mỹ Tho (tỉnh Định Tường), Cần Thơ (tỉnh Phong Dinh) và Rạch Giá (tỉnh Kiên Giang)

Đơn vị hành chính trong các thị xã
Các thị xã được chia thành các quận đô thị (khác quận trực thuộc tỉnh vì thị xã tương đương quận trực thuộc tỉnh, có khi tương đương cấp tỉnh):
- Thị xã độc lập trực thuộc trung ương được chia thành vài quận (khi đó quận đô thị tương đương cấp quận trực thuộc tỉnh vì thị xã có cấp bậc tương đương tỉnh)
- Thị xã trực thuộc tỉnh được chia thành vài quận (quận đô thị).
- Một số thị xã chỉ có một quận (quận đô thị).

| Stt | Tên thị xã       | Chức năng hành chính                    | Dân số (1970) | Các quận trực thuộc                                     |
| --- | ---------------- | --------------------------------------- | ------------- | ------------------------------------------------------- |
|     | Đô thành Sài Gòn | Thủ đô chính trị, hành chính và kinh tế | 1.825.297     | Mười một quận: quận 1, 2, 3, 4, 5, 6, 7, 8, 9, 10 và 11 |
| 1   | Cam Ranh         | Trung tâm Đặc khu Cam Ranh              | 118.111       | Hai quận: quận Bắc và Nam                               |
| 2   | Cần Thơ          | Tỉnh lỵ tỉnh Phong Dinh                 | 182.424       | Hai quận: quận Nhứt và Nhì                              |
| 3   | Đà Nẵng          | Trung tâm Đặc khu Đà Nẵng               | 472.194       | Ba quận: quận 1, 2 và 3                                 |
| 4   | Đà Lạt           | Tỉnh lỵ tỉnh Tuyên Đức                  | 105.072       | Duy nhất 1 quận                                         |
| 5   | Huế              | Tỉnh lỵ tỉnh Thừa Thiên                 | 209.043       | Ba quận: quận Thành Nội, Hữu Ngạn và Tả Ngạn            |
| 6   | Nha Trang        | Tỉnh lỵ tỉnh Khánh Hòa                  | 216.227       | Hai quận: quận 1 và 2                                   |
| 7   | Mỹ Tho           | Tỉnh lỵ tỉnh Định Tường                 | 119.892       | Duy nhất 1 quận                                         |
| 8   | Quy Nhơn         | Tỉnh lỵ tỉnh Bình Định                  | 213.727       | Hai quận: quận Nhơn Bình và Nhơn Định                   |
| 9   | Rạch Giá         | Tỉnh lỵ tỉnh Kiên Giang                 | 99.933        | Duy nhất 1 quận                                         |
| 10  | Vũng Tàu         | Trung tâm Đặc khu Vũng Tàu              | 108.436       | Duy nhất 1 quận                                         |

### Sau năm 1975
Sau năm 1975, cả nước có 64 thị xã, bao gồm: Bạc Liêu, Bắc Giang, Bắc Ninh, Bến Tre, Biên Hòa, Buôn Ma Thuột, Cà Mau, Cam Đường, Cam Ranh, Cao Bằng, Cẩm Phả, Châu Đốc, Cao Bằng, Đà Lạt, Đồ Sơn, Đông Hà, Đồng Hới, Gò Công, Hà Đông, Hà Giang, Hà Nam, Hà Tĩnh, Hải Dương, Hòa Bình, Hồng Gai, Hội An, Huế, Hưng Yên, Kiến An, Kon Tum, Lai Châu (cũ), Lạng Sơn, Lào Cai, Long Xuyên, Nghĩa Lộ, Nha Trang, Ninh Bình, Phan Rang, Phan Thiết, Phú Thọ, Phúc Yên, Pleiku, Quảng Nghĩa, Quy Nhơn, Rạch Giá, Sa Đéc, Sóc Trăng, Sơn La, Sơn Tây, Tam Kỳ, Tân An, Tây Ninh, Thái Bình, Thanh Hóa, Thủ Dầu Một, Trà Vinh, Tuy Hòa, Tuyên Quang, Uông Bí, Vị Thanh, Vĩnh Long, Vĩnh Yên, Vũng Tàu, Yên Bái.
Tháng 6 năm 1975, chuyển thị xã Huế thành thành phố Huế thuộc tỉnh Thừa Thiên Huế.
Năm 1976, thành lập thành phố Biên Hòa thuộc tỉnh Đồng Nai trên cơ sở toàn bộ diện tích và dân số của thị xã Biên Hòa.
Ngày 10 tháng 3 năm 1976, tỉnh Bạc Liêu – Cà Mau đổi tên thành tỉnh Minh Hải, đồng thời thị xã Bạc Liêu cũng được đổi tên thành thị xã Minh Hải thuộc tỉnh Minh Hải.
Ngày 26 tháng 6 năm 1976, sáp nhập thị xã Phúc Yên thuộc tỉnh Vĩnh Phú vào huyện Yên Lãng.
Ngày 20 tháng 11 năm 1976, sáp nhập thị xã Tam Kỳ với hai huyện Bắc Tam Kỳ và Nam Tam Kỳ thành huyện Tam Kỳ thuộc tỉnh Quảng Nam – Đà Nẵng.
Ngày 10 tháng 3 năm 1977, Hội đồng Chính phủ ban hành Quyết định số 49-CP. Theo đó, thành lập thành phố Nha Trang thuộc tỉnh Phú Khánh trên cơ sở toàn bộ diện tích và dân số của thị xã Nha Trang cùng với 7 xã thuộc huyện Vĩnh Xương, hợp nhất thị xã Cam Ranh và huyện Khánh Sơn thành huyện Cam Ranh, hợp nhất thị xã Tuy Hòa với huyện Tuy Hòa thành huyện Tuy Hòa.
Đồng thời, ngày 10 tháng 3 năm 1977, Hội đồng Chính phủ ban hành Quyết định số 51-CP. Theo đó, thành phố Đà Lạt gồm có 6 phường và xã Lát thuộc huyện Đức Trọng chuyển sang.
Ngày 26 tháng 3 năm 1977, Hội đồng Chính phủ ban hành Quyết định số 77-CP. Theo đó, sáp nhập thị xã Gò Công thuộc tỉnh Tiền Giang vào huyện Gò Công.
Ngày 27 tháng 4 năm 1977, Hội đồng Chính phủ ban hành 2 quyết định:
- Quyết định số 124-CP[12]. Theo đó, sáp nhập thị xã Phan Rang thuộc tỉnh Thuận Hải vào hai huyện Ninh Hải và An Sơn.
- Quyết định số 125-CP[13]. Theo đó, sáp nhập thị xã Hà Nam thuộc tỉnh Hà Nam Ninh với 2 huyện Kim Bảng và Thanh Liêm thành huyện Kim Thanh, sáp nhập thị xã Ninh Bình với huyện Gia Khánh thành huyện Hoa Lư.

Ngày 30 tháng 8 năm 1977, Hội đồng Chính phủ ban hành Quyết định số 228-CP. Theo đó, thành lập thành phố Đà Nẵng thuộc tỉnh Quảng Nam – Đà Nẵng từ ba quận I, II, III của tỉnh Quảng Nam – Đà Nẵng (các quận này trước đây thuộc thị xã Đà Nẵng trực thuộc trung ương, sau khi thị xã sáp nhập với tỉnh Quảng Nam thì ba quận trên trực thuộc tỉnh Quảng Nam – Đà Nẵng).
Ngày 15 tháng 12 năm 1977, Hội đồng Chính phủ ban hành Quyết định số 330-CP. Theo đó, sáp nhập thị xã Vị Thanh thuộc tỉnh Hậu Giang (cũ) vào huyện Long Mỹ.
Ngày 4 tháng 3 năm 1978, Hội đồng Chính phủ ban hành Quyết định số 56-CP. Theo đó, sáp nhập thị xã Nghĩa Lộ thuộc tỉnh Hoàng Liên Sơn vào huyện Văn Chấn.
Ngày 22 tháng 9 năm 1978, Hội đồng Chính phủ ban hành Quyết định số 241-CP. Theo đó, tái lập thị xã Tuy Hòa thuộc tỉnh Phú Khánh từ huyện Tuy Hòa.
Ngày 17 tháng 4 năm 1979, Hội đồng Chính phủ ban hành Quyết định số 168-CP. Theo đó, sáp nhập thị xã Cam Đường thuộc tỉnh Hoàng Liên Sơn vào thị xã Lào Cai.
Ngày 30 tháng 5 năm 1979, Quốc hội ban hành Nghị quyết thành lập đặc khu Vũng Tàu – Côn Đảo trực thuộc trung ương. Theo đó, thị xã Vũng Tàu sáp nhập với một số đơn vị hành chính khác thành đặc khu Vũng Tàu – Côn Đảo.
Đến cuối năm 1979, cả nước có 48 thị xã.
Ngày 5 tháng 3 năm 1980, Hội đồng Chính phủ ban hành Quyết định số 72-CP. Theo đó, sáp nhập thị xã Đồ Sơn thuộc thành phố Hải Phòng với một phần huyện An Thụy để thành lập huyện Đồ Sơn, sáp nhập thị xã Kiến An với phần còn lại của huyện An Thụy thành huyện Kiến An.
Ngày 9 tháng 4 năm 1981, Hội đồng Chính phủ ban hành Quyết định số 151-CP. Theo đó, tái lập thị xã Hà Nam thuộc tỉnh Hà Nam Ninh từ huyện Kim Thanh, tái lập thị xã Ninh Bình từ huyện Hoa Lư.
Ngày 24 tháng 8 năm 1981, Hội đồng Bộ trưởng ban hành Quyết định số 41-HĐBT. Theo đó, chia thị xã Quảng Nghĩa thuộc tỉnh Nghĩa Bình thành thị xã Quảng Ngãi và huyện Tư Nghĩa.
Ngày 1 tháng 9 năm 1981, Hội đồng Bộ trưởng ban hành Quyết định số 145-HĐBT. Theo đó, tái lập thị xã Phan Rang thuộc tỉnh Thuận Hải từ hai huyện Ninh Hải và An Sơn với tên gọi mới là thị xã Phan Rang – Tháp Chàm.
Ngày 18 tháng 12 năm 1981, Hội đồng Bộ trưởng ban hành Quyết định số 157-HĐBT. Theo đó, thành lập thị xã Sầm Sơn thuộc tỉnh Thanh Hóa trên cơ sở một phần diện tích và dân số của huyện Quảng Xương và thành lập thị xã Bỉm Sơn trên cơ sở một phần diện tích và dân số của huyện Hà Trung.
Ngày 18 tháng 12 năm 1982, Hội đồng Bộ trưởng ban hành Quyết định số 200-HĐBT. Theo đó, thành lập thị xã Tam Điệp thuộc tỉnh Hà Nam Ninh trên cơ sở một phần diện tích tự nhiên và dân số của huyện Tam Điệp.
Ngày 23 tháng 2 năm 1983, Hội đồng Bộ trưởng ban hành Quyết định số 13-HĐBT. Theo đó, thành lập thị xã Cao Lãnh thuộc tỉnh Đồng Tháp trên cơ sở một phần diện tích và dân số của huyện Cao Lãnh.
Ngày 3 tháng 12 năm 1983, Hội đồng Bộ trưởng ban hành Quyết định số 144-HĐBT. Theo đó, tái lập thị xã Tam Kỳ thuộc tỉnh Quảng Nam – Đà Nẵng từ huyện Tam Kỳ.
Ngày 17 tháng 5 năm 1984, Hội đồng Bộ trưởng ban hành Quyết định số 75-HĐBT. Theo đó, đổi tên thị xã Minh Hải thành thị xã Bạc Liêu thuộc tỉnh Minh Hải.
Ngày 11 tháng 4 năm 1985, Hội đồng Bộ trưởng ban hành Quyết định số 113-HĐBT. Theo đó, thành lập thị xã Sông Công thuộc tỉnh Bắc Thái trên cơ sở một phần diện tích và dân số của huyện Phổ Yên.
Ngày 23 tháng 12 năm 1985, Hội đồng Bộ trưởng ban hành Quyết định số 284-HĐBT. Theo đó, thành lập thị xã Vĩnh An thuộc tỉnh Đồng Nai trên cơ sở toàn bộ diện tích và dân số của huyện Vĩnh Cửu.
Đến cuối năm 1985, cả nước có 56 thị xã.
Ngày 3 tháng 7 năm 1986, Hội đồng bộ trưởng ban hành Quyết định số 81-HĐBT. Theo đó, thành lập thành phố Quy Nhơn thuộc tỉnh Bình Định trên cơ sở toàn bộ diện tích và dân số của thị xã Quy Nhơn.
Ngày 16 tháng 2 năm 1987, Hội đồng Bộ trưởng ban hành Quyết định số 37-HĐBT. Theo đó, tái lập thị xã Gò Công thuộc tỉnh Tiền Giang từ hai huyện Gò Công Đông và Gò Công Tây.
Ngày 6 tháng 6 năm 1988, Hội đồng Bộ trưởng ban hành Quyết định số 100-HĐBT. Theo đó, tái lập thị xã Đồ Sơn thuộc thành phố Hải Phòng từ huyện Đồ Sơn và tái lập thị xã Kiến An từ huyện Kiến An.
Ngày 16 tháng 9 năm 1989, Hội đồng Bộ trưởng ban hành Quyết định số 134-HĐBT. Theo đó, thành lập thị xã Quảng Trị thuộc tỉnh Quảng Trị trên cơ sở một phần diện tích và dân số của huyện Triệu Hải.
Đến cuối năm 1989, cả nước có 59 thị xã.
Ngày 16 tháng 7 năm 1990, Hội đồng bộ trưởng ban hành Quyết định số 262-HĐBT. Theo đó, tái lập thị xã Bắc Kạn thuộc tỉnh Bắc Thái trên cơ sở một phần diện tích và dân số của huyện Bạch Thông.
Ngày 2 tháng 3 năm 1992, Hội đồng Bộ trưởng ban hành Quyết định số 67-HĐBT. Theo đó, thành lập thị xã Hồng Lĩnh thuộc tỉnh Hà Tĩnh trên cơ sở một phần diện tích và dân số của các huyện Đức Thọ và Can Lộc.
Ngày 18 tháng 4 năm 1992, Hội đồng Bộ trưởng ban hành Quyết định số 130-HĐBT. Theo đó, thành lập thị xã Điện Biên Phủ thuộc tỉnh Lai Châu trên cơ sở một phần diện tích và dân số của huyện Điện Biên.
Ngày 9 tháng 6 năm 1992, Hội đồng Bộ trưởng ban hành Quyết định số 205-HĐBT. Theo đó, tái lập thị xã Cam Đường thuộc tỉnh Lào Cai trên cơ sở một phần diện tích và dân số của thị xã Lào Cai.
Ngày 27 tháng 12 năm 1993, Hội đồng Bộ trưởng ban hành Quyết định số 102-CP. Theo đó, thành lập thành phố Hạ Long thuộc tỉnh Quảng Ninh trên cơ sở toàn bộ diện tích và dân số của thị xã Hồng Gai.
Ngày 1 tháng 5 năm 1994, Chính phủ ban hành Nghị định số 37-CP. Theo đó, thành lập thành phố Thanh Hóa thuộc tỉnh Thanh Hóa trên cơ sở toàn bộ diện tích và dân số của thị xã Thanh Hóa.
Ngày 2 tháng 6 năm 1994, Chính phủ ban hành Nghị định số 45-CP. Theo đó, thành lập thị xã Bà Rịa thuộc tỉnh Bà Rịa – Vũng Tàu trên cơ sở một phần diện tích và dân số của huyện Châu Thành.
Ngày 11 tháng 7 năm 1994, Chính phủ ban hành Nghị định số 65-CP. Theo đó, thành lập thị xã Bảo Lộc thuộc tỉnh Lâm Đồng trên cơ sở một phần diện tích và dân số của huyện Bảo Lộc.
Ngày 29 tháng 8 năm 1994, Chính phủ ban hành 3 nghị định:
- Nghị định số 100-CP[41]. Theo đó, thành lập quận Kiến An thuộc thành phố Hải Phòng trên cơ sở toàn bộ diện tích và dân số của thị xã Kiến An.
- Nghị định số 109-CP.[cần dẫn nguồn] Theo đó, giải thể thị xã Vĩnh An thuộc tỉnh Đồng Nai để tái lập huyện Vĩnh Cửu.
- Nghị định số 113-CP[42]. Theo đó, thành lập thị xã Cửa Lò thuộc tỉnh Nghệ An trên cơ sở một phần diện tích và dân số của huyện Nghi Lộc.

Ngày 21 tháng 1 năm 1995, Chính phủ ban hành Nghị định số 08-CP. Theo đó, thành lập thành phố Buôn Ma Thuột thuộc tỉnh Đắk Lắk trên cơ sở toàn bộ diện tích và dân số của thị xã Buôn Ma Thuột.
Ngày 15 tháng 5 năm 1995, Chính phủ ban hành Nghị định số 31-CP. Theo đó, tái lập thị xã Nghĩa Lộ thuộc tỉnh Yên Bái trên cơ sở một phần diện tích và dân số của huyện Văn Chấn.
Đến cuối năm 1995, cả nước có 62 thị xã.
Ngày 6 tháng 11 năm 1996, Quốc hội ban hành Nghị quyết về việc điều chỉnh địa giới hành chính một số tỉnh. Theo đó, tái lập tỉnh Hà Nam và đổi tên thị xã Hà Nam thành thị xã Phủ Lý.
Ngày 6 tháng 8 năm 1997, Chính phủ ban hành Nghị định số 88-CP. Theo đó, thành lập thành phố Hải Dương thuộc tỉnh Hải Dương trên cơ sở toàn bộ diện tích và dân số của thị xã Hải Dương.
Ngày 8 tháng 7 năm 1998, Chính phủ ban hành Nghị định số 47/NĐ-CP. Theo đó, thành lập thị xã Hà Tiên thuộc tỉnh Kiên Giang trên cơ sở một phần diện tích và dân số của huyện Hà Tiên.
Ngày 20 tháng 7 năm 1998, Chính phủ ban hành Nghị định số 52/NĐ-CP. Theo đó, tái lập thị xã Móng Cái thuộc tỉnh Quảng Ninh trên cơ sở toàn bộ diện tích và dân số của huyện Hải Ninh.
Ngày 1 tháng 3 năm 1999, Chính phủ ban hành Nghị định số 09/NĐ-CP. Theo đó, thành lập thành phố Long Xuyên thuộc tỉnh An Giang trên cơ sở toàn bộ diện tích và dân số của thị xã Long Xuyên.
Ngày 14 tháng 4 năm 1999, Chính phủ ban hành Nghị định số 21/NĐ-CP. Theo đó, thành lập thành phố Cà Mau thuộc tỉnh Cà Mau trên cơ sở toàn bộ diện tích và dân số của thị xã Cà Mau.
Ngày 1 tháng 7 năm 1999, Chính phủ ban hành Nghị định số 45/NĐ-CP. Theo đó, thành lập thị xã Vị Thanh thuộc tỉnh Cần Thơ trên cơ sở một phần diện tích và dân số của huyện Vị Thanh.
Ngày 24 tháng 4 năm 1999, Chính phủ ban hành Nghị định số 29/NĐ-CP. Theo đó, thành lập thành phố Pleiku thuộc tỉnh Gia Lai trên cơ sở toàn bộ diện tích và dân số của thị xã Pleiku.
Ngày 25 tháng 8 năm 1999, Chính phủ ban hành Nghị định số 81/NĐ-CP. Theo đó, thành lập thành phố Phan Thiết thuộc tỉnh Bình Thuận trên cơ sở toàn bộ diện tích và dân số của thị xã Phan Thiết.
Ngày 1 tháng 9 năm 1999, Chính phủ ban hành Nghị định số 90/NĐ-CP. Theo đó, thành lập thị xã Đồng Xoài thuộc tỉnh Bình Phước trên cơ sở một phần diện tích và dân số của huyện Đồng Phú.
Đến cuối năm 1999, cả nước có 61 thị xã.
Ngày 7 tháng 7 năm 2000, Chính phủ ban hành Nghị định số 21/NĐ-CP. Theo đó, thành lập thị xã Cam Ranh thuộc tỉnh Khánh Hòa trên cơ sở toàn bộ diện tích và dân số của huyện Cam Ranh.
Ngày 11 tháng 1 năm 2002, Chính phủ ban hành Nghị định số 05/NĐ-CP. Theo đó, thành lập thành phố Yên Bái thuộc tỉnh Yên Bái trên cơ sở toàn bộ diện tích và dân số của thị xã Yên Bái.
Ngày 31 tháng 1 năm 2002, Chính phủ ban hành Nghị định số 16/NĐ-CP. Theo đó, sáp nhập thị xã Cam Đường thuộc tỉnh Lào Cai vào thị xã Lào Cai.
Ngày 17 tháng 10 năm 2002, Chính phủ ban hành Nghị định số 82/NĐ-CP. Theo đó, thành lập thành phố Lạng Sơn thuộc tỉnh Lạng Sơn trên cơ sở toàn bộ diện tích và dân số của thị xã Lạng Sơn.
Ngày 21 tháng 8 năm 2003, Chính phủ ban hành Nghị định số 97/NĐ-CP. Theo đó, thành lập thị xã Long Khánh thuộc tỉnh Đồng Nai trên cơ sở một phần diện tích và dân số của huyện Long Khánh.
Ngày 26 tháng 9 năm 2003, Chính phủ ban hành Nghị định số 110/2003/NĐ-CP. Theo đó, thành lập thành phố Điện Biên Phủ thuộc tỉnh Lai Châu trên cơ sở toàn bộ diện tích và dân số của thị xã Điện Biên Phủ.
Ngày 9 tháng 12 năm 2003, Chính phủ ban hành 2 nghị định:
- Nghị định số 153/NĐ-CP[62]. Theo đó, tái lập thị xã Phúc Yên thuộc tỉnh Vĩnh Phúc trên cơ sở một phần diện tích và dân số của huyện Mê Linh.
- Nghị định số 155/2003/NĐ-CP[63]. Theo đó, thành lập thị xã An Khê thuộc tỉnh Gia Lai trên cơ sở một phần diện tích và dân số của huyện An Khê.

Ngày 29 tháng 4 năm 2004, Chính phủ ban hành Nghị định số 117/NĐ-CP. Theo đó, thành lập thành phố Thái Bình thuộc tỉnh Thái Bình trên cơ sở toàn bộ diện tích và dân số của thị xã Thái Bình.
Ngày 16 tháng 8 năm 2004, Chính phủ ban hành Nghị định số 156/NĐ-CP. Theo đó, thành lập thành phố Đồng Hới thuộc tỉnh Quảng Bình trên cơ sở toàn bộ diện tích và dân số của thị xã Đồng Hới.
Ngày 10 tháng 10 năm 2004, Chính phủ ban hành Nghị định số 176/NĐ-CP. Theo đó, thành lập thị xã Lai Châu (mới) thuộc tỉnh Lai Châu trên cơ sở một phần diện tích và dân số của huyện Tam Đường.
Ngày 30 tháng 11 năm 2004, Chính phủ ban hành Nghị định số 195/NĐ-CP. Theo đó, thành lập thành phố Lào Cai thuộc tỉnh Lào Cai trên cơ sở toàn bộ diện tích và dân số của thị xã Lào Cai.
Ngày 5 tháng 1 năm 2005, Chính phủ ban hành Nghị định số 03/NĐ-CP. Theo đó, thành lập thành phố Tuy Hòa thuộc tỉnh Phú Yên trên cơ sở toàn bộ diện tích và dân số của thị xã Tuy Hòa.
Ngày 2 tháng 3 năm 2005, Chính phủ ban hành Nghị định số 25/NĐ-CP. Theo đó, đổi tên thị xã Lai Châu cũ thuộc tỉnh Điện Biên thành thị xã Mường Lay.
Ngày 7 tháng 6 năm 2005, Chính phủ ban hành nghị định số 75/NĐ-CP. Theo đó, thành lập thành phố Bắc Giang thuộc tỉnh Bắc Giang trên cơ sở toàn bộ diện tích và dân số của thị xã Bắc Giang.
Ngày 27 tháng 6 năm 2005, Chính phủ ban hành Nghị định số 82/2005/NĐ-CP. Theo đó, thành lập thị xã Gia Nghĩa thuộc tỉnh Đắk Nông trên cơ sở một phần diện tích và dân số của huyện Đắk Nông.
Ngày 26 tháng 7 năm 2005, Chính phủ ban hành 2 nghị định:
- Nghị định số 97/NĐ-CP[72]. Theo đó, thành lập thành phố Rạch Giá thuộc tỉnh Kiên Giang trên cơ sở toàn bộ diện tích và dân số của thị xã Rạch Giá.
- Nghị định số 98/NĐ-CP[73]. Theo đó, thành lập thị xã Tân Hiệp thuộc tỉnh Hậu Giang trên cơ sở một phần diện tích và dân số của huyện Phụng Hiệp.

Ngày 26 tháng 8 năm 2005, Chính phủ ban hành Nghị định số 112/NĐ-CP. Theo đó, thành lập thành phố Quảng Ngãi thuộc tỉnh Quảng Ngãi trên cơ sở toàn bộ diện tích và dân số của thị xã Quảng Ngãi.
Ngày 5 tháng 9 năm 2005, Chính phủ ban hành Nghị định số 114/NĐ-CP. Theo đó, thành lập thị xã La Gi thuộc tỉnh Bình Thuận trên cơ sở một phần diện tích và dân số của huyện Hàm Tân.
Đến cuối năm 2005, cả nước có 58 thị xã.
Ngày 26 tháng 1 năm 2006, Chính phủ ban hành Nghị định số 15/NĐ-CP. Theo đó, thành lập thành phố Bắc Ninh thuộc tỉnh Bắc Ninh trên cơ sở toàn bộ diện tích và dân số của thị xã Bắc Ninh.
Ngày 29 tháng 9 năm 2006, Chính phủ ban hành Nghị định số 113/NĐ-CP. Theo đó, thành lập thành phố Tam Kỳ thuộc tỉnh Quảng Nam trên cơ sở toàn bộ diện tích tự nhiên và dân số của thị xã Tam Kỳ.
Ngày 27 tháng 10 năm 2006, Chính phủ ban hành 2 nghị định:
- Nghị định số 124/NĐ-CP[78]. Theo đó, đổi tên thị xã Tân Hiệp thuộc tỉnh Hậu Giang thành thị xã Ngã Bảy.
- Nghị định số 126/NĐ-CP[79]. Theo đó, thành lập thành phố Hòa Bình thuộc tỉnh Hòa Bình trên cơ sở toàn bộ diện tích và dân số của thị xã Hòa Bình.

Ngày 1 tháng 12 năm 2006, Chính phủ ban hành Nghị định số 146/NĐ-CP. Theo đó, thành lập thành phố Vĩnh Yên thuộc tỉnh Vĩnh Phúc trên cơ sở toàn bộ diện tích và dân số của thị xã Vĩnh Yên.
Ngày 27 tháng 12 năm 2006, Chính phủ ban hành Nghị định số 155/NĐ-CP. Theo đó, thành lập thành phố Hà Đông thuộc tỉnh Hà Tây trên cơ sở toàn bộ diện tích và dân số của thị xã Hà Đông.
Ngày 16 tháng 1 năm 2007, Chính phủ ban hành Nghị định số 10/NĐ-CP. Theo đó, thành lập thành phố Cao Lãnh thuộc tỉnh Đồng Tháp trên cơ sở toàn bộ diện tích và dân số của thị xã Cao Lãnh.
Ngày 7 tháng 2 năm 2007, Chính phủ ban hành Nghị định số 19/NĐ-CP. Theo đó, thành lập thành phố Ninh Bình thuộc tỉnh Ninh Bình trên cơ sở toàn bộ diện tích và dân số của thị xã Ninh Bình.
Ngày 8 tháng 2 năm 2007, Chính phủ ban hành 2 nghị định:
- Nghị định số 21/NĐ-CP[84]. Theo đó, thành lập thành phố Phan Rang – Tháp Chàm thuộc tỉnh Ninh Thuận trên cơ sở toàn bộ diện tích và dân số của thị xã Phan Rang – Tháp Chàm.
- Nghị định số 22/NĐ-CP[85]. Theo đó, thành lập thành phố Sóc Trăng thuộc tỉnh Sóc Trăng trên cơ sở toàn bộ diện tích và dân số của thị xã Sóc Trăng.

Ngày 26 tháng 4 năm 2007, Chính phủ ban hành Nghị định số 50/NĐ-CP. Theo đó, thành lập thị xã Ayun Pa thuộc tỉnh Gia Lai trên cơ sở một phần diện tích và dân số của huyện Ayun Pa.
Ngày 28 tháng 5 năm 2007, Chính phủ ban hành Nghị định số 89/NĐ-CP. Theo đó, thành lập thành phố Hà Tĩnh thuộc tỉnh Hà Tĩnh trên cơ sở toàn bộ diện tích và dân số của thị xã Hà Tĩnh.
Ngày 2 tháng 8 năm 2007, Chính phủ ban hành Nghị định số 130/NĐ-CP. Theo đó, thành lập thành phố Sơn Tây thuộc tỉnh Hà Tây trên cơ sở toàn bộ diện tích và dân số của thị xã Sơn Tây.
Ngày 12 tháng 9 năm 2007, Chính phủ ban hành Nghị định số 145/NĐ-CP. Theo đó, thành lập quận Đồ Sơn thuộc thành phố Hải Phòng 
trên cơ sở toàn bộ diện tích và dân số của thị xã Đồ Sơn.
Ngày 15 tháng 11 năm 2007, Chính phủ ban hành Nghị định số 164/NĐ-CP. Theo đó, thành lập thị xã Thái Hòa thuộc tỉnh Nghệ An trên cơ sở một phần diện tích và dân số của huyện Nghĩa Đàn.
Ngày 9 tháng 1 năm 2008, Chính phủ ban hành Nghị định số 10/NĐ-CP. Theo đó, thành lập thành phố Hội An thuộc tỉnh Quảng Nam trên cơ sở toàn bộ diện tích và dân số của thị xã Hội An.
Ngày 9 tháng 6 năm 2008, Chính phủ ban hành Nghị định số 72/NĐ-CP. Theo đó, thành lập thành phố Phủ Lý thuộc tỉnh Hà Nam trên cơ sở toàn bộ diện tích và dân số của thị xã Phủ Lý.
Ngày 3 tháng 9 năm 2008, Chính phủ ban hành Nghị định 98/NĐ-CP. Theo đó, thành lập thành phố Sơn La thuộc tỉnh Sơn La trên cơ sở toàn bộ diện tích và dân số của thị xã Sơn La.
Ngày 24 tháng 9 năm 2008, Chính phủ ban hành 2 nghị định:
- Nghị định số 101/NĐ-CP[94]. Theo đó, thành lập thị xã Từ Sơn thuộc tỉnh Bắc Ninh trên cơ sở toàn bộ diện tích và dân số của huyện Từ Sơn.
- Nghị định số 103/NĐ-CP[95]. Theo đó, thành lập thành phố Móng Cái thuộc tỉnh Quảng Ninh trên cơ sở toàn bộ diện tích và dân số của thị xã Móng Cái.

Ngày 23 tháng 12 năm 2008, Chính phủ ban hành 2 nghị định:
- Nghị định số 107/NĐ-CP[96]. Theo đó, thành lập thị xã Buôn Hồ thuộc tỉnh Đắk Lắk trên cơ sở một phần diện tích và dân số của huyện Krông Búk.
- Nghị định số 108/NĐ-CP[97]. Theo đó, thành lập thị xã Hồng Ngự thuộc tỉnh Đồng Tháp trên cơ sở một phần diện tích và dân số của huyện Hồng Ngự.

Ngày 19 tháng 1 năm 2009, Chính phủ ban hành Nghị định số 04/NĐ-CP. Theo đó, thành lập thành phố Hưng Yên thuộc tỉnh Hưng Yên trên cơ sở toàn bộ diện tích và dân số của thị xã Hưng Yên.
Ngày 10 tháng 4 năm 2009, Chính phủ ban hành 2 nghị định:
- Nghị định số 15/NĐ-CP[99]. Theo đó, thành lập thành phố Kon Tum thuộc tỉnh Kon Tum trên cơ sở toàn bộ diện tích và dân số của thị xã Kon Tum.
- Nghị quyết số 16/NQ-CP[100]. Theo đó, thành lập thành phố Vĩnh Long thuộc tỉnh Vĩnh Long trên cơ sở toàn bộ diện tích và dân số của thị xã Vĩnh Long.

Ngày 8 tháng 5 năm 2009, Chính phủ ban hành Nghị quyết số 19/NQ-CP. Theo đó, chuyển thành phố Sơn Tây thành thị xã Sơn Tây trực thuộc thành phố Hà Nội.
Ngày 11 tháng 8 năm 2009, Chính phủ ban hành 3 nghị quyết:
- Nghị quyết số 33/NQ-CP[102]. Theo đó, thành lập thành phố Đông Hà thuộc tỉnh Quảng Trị trên cơ sở toàn bộ diện tích và dân số của thị xã Đông Hà.
- Nghị quyết số 34/NQ-CP[103]. Theo đó, thành lập thành phố Bến Tre thuộc tỉnh Bến Tre trên cơ sở toàn bộ diện tích và dân số của thị xã Bến Tre.
- Nghị quyết số 35/NQ-CP[104]. Theo đó, thành lập thị xã Bình Long và thị xã Phước Long thuộc tỉnh Bình Phước trên cơ sở một phần diện tích và dân số của các huyện Bình Long và Phước Long.

Ngày 24 tháng 8 năm 2009, Chính phủ ban hành 2 nghị quyết:
- Nghị quyết số 38/NQ-CP[105]. Theo đó, thành lập thành phố Tân An thuộc tỉnh Long An trên cơ sở toàn bộ diện tích và dân số của thị xã Tân An.
- Nghị quyết số 40/NQ-CP[106]. Theo đó, thành lập thị xã Tân Châu thuộc tỉnh An Giang trên cơ sở điều chỉnh một phần diện tích và dân số của 2 huyện Tân Châu, Phú Tân.

Ngày 27 tháng 8 năm 2009, Chính phủ ban hành Nghị quyết số 42/NQ-CP. Theo đó, thành lập thị xã Sông Cầu thuộc tỉnh Phú Yên trên cơ sở toàn bộ diện tích và dân số của huyện Sông Cầu.
Đến cuối năm 2009, cả nước có 46 thị xã.
Ngày 9 tháng 2 năm 2010, Chính phủ ban hành Nghị quyết số 08/NQ-CP. Theo đó, thành lập thị xã Hương Thủy thuộc tỉnh Thừa Thiên Huế (nay là thành phố Huế) trên cơ sở toàn bộ diện tích và dân số của huyện Hương Thủy.
Ngày 12 tháng 2 năm 2010, Chính phủ ban hành Nghị quyết số 09/NQ-CP. Theo đó, thành lập thị xã Chí Linh thuộc tỉnh Hải Dương trên cơ sở toàn bộ diện tích và dân số của huyện Chí Linh.
Ngày 4 tháng 3 năm 2010, Chính phủ ban hành Nghị quyết số 11/NQ-CP. Theo đó, thành lập thành phố Trà Vinh thuộc tỉnh Trà Vinh trên cơ sở toàn bộ diện tích và dân số của thị xã Trà Vinh.
Ngày 8 tháng 4 năm 2010, Chính phủ ban hành Nghị quyết số 19/NQ-CP. Theo đó, thành lập thành phố Bảo Lộc thuộc tỉnh Lâm Đồng trên cơ sở toàn bộ diện tích và dân số của thị xã Bảo Lộc.
Ngày 2 tháng 7 năm 2010, Chính phủ ban hành Nghị quyết số 27/NQ-CP. Theo đó, thành lập thành phố Tuyên Quang thuộc tỉnh Tuyên Quang trên cơ sở toàn bộ diện tích và dân số của thị xã Tuyên Quang.
Ngày 27 tháng 8 năm 2010, Chính phủ ban hành Nghị quyết số 32/NQ-CP. Theo đó, thành lập thành phố Bạc Liêu thuộc tỉnh Bạc Liêu trên cơ sở toàn bộ diện tích và dân số của thị xã Bạc Liêu.
Ngày 23 tháng 9 năm 2010, Chính phủ ban hành Nghị quyết số 34/NQ-CP. Theo đó, thành lập thành phố Vị Thanh thuộc tỉnh Hậu Giang trên cơ sở toàn bộ diện tích và dân số của thị xã Vị Thanh.
Ngày 27 tháng 9 năm 2010, Chính phủ ban hành Nghị quyết số 35/NQ-CP. Theo đó, thành lập thành phố Hà Giang thuộc tỉnh Hà Giang trên cơ sở toàn bộ diện tích và dân số của thị xã Hà Giang.
Ngày 25 tháng 10 năm 2010, Chính phủ ban hành Nghị quyết số 41/NQ-CP. Theo đó, thành lập thị xã Ninh Hòa thuộc tỉnh Khánh Hòa trên cơ sở toàn bộ diện tích và dân số của huyện Ninh Hòa.
Ngày 23 tháng 12 năm 2010, Chính phủ ban hành Nghị quyết số 65/NQ-CP. Theo đó, thành lập thành phố Cam Ranh thuộc tỉnh Khánh Hòa trên cơ sở toàn bộ diện tích và dân số của thị xã Cam Ranh.
Ngày 13 tháng 1 năm 2011, Chính phủ ban hành Nghị quyết số 04/NQ-CP. Theo đó, thành lập thị xã Dĩ An và thị xã Thuận An thuộc tỉnh Bình Dương trên cơ sở toàn bộ diện tích và dân số của 2 huyện có tên tương ứng.
Ngày 25 tháng 2 năm 2011, Chính phủ ban hành Nghị quyết số 12/NQ-CP. Theo đó, thành lập thành phố Uông Bí thuộc tỉnh Quảng Ninh trên cơ sở toàn bộ diện tích và dân số của thị xã Uông Bí.
Ngày 25 tháng 8 năm 2011, Chính phủ ban hành Nghị quyết số 90/NQ-CP. Theo đó, thành lập thị xã Vĩnh Châu thuộc tỉnh Sóc Trăng trên cơ sở toàn bộ diện tích và dân số của huyện Vĩnh Châu.
Ngày 15 tháng 11 năm 2011, Chính phủ ban hành Nghị quyết số 99/NQ-CP. Theo đó, thành lập thị xã Hương Trà thuộc tỉnh Thừa Thiên Huế (nay là thành phố Huế) trên cơ sở toàn bộ diện tích và dân số của huyện Hương Trà.
Ngày 25 tháng 11 năm 2011, Chính phủ ban hành Nghị quyết số 100/NQ-CP. Theo đó, thành lập thị xã Quảng Yên thuộc tỉnh Quảng Ninh trên cơ sở toàn bộ diện tích và dân số của huyện Yên Hưng.
Ngày 28 tháng 11 năm 2011, Chính phủ ban hành Nghị quyết số 101/NQ-CP. Theo đó, thành lập thị xã An Nhơn thuộc tỉnh Bình Định trên cơ sở toàn bộ diên tích và dân số của huyện An Nhơn.
Ngày 21 tháng 2 năm 2012, Chính phủ ban hành Nghị quyết số 04/NQ-CP. Theo đó, thành lập thành phố Cẩm Phả thuộc tỉnh Quảng Ninh trên cơ sở toàn bộ diện tích và dân số của thị xã Cẩm Phả.
Ngày 2 tháng 5 năm 2012, Chính phủ ban hành Nghị quyết số 11/NQ-CP. Theo đó, thành lập thành phố Thủ Dầu Một thuộc tỉnh Bình Dương trên cơ sở toàn bộ diện tích và dân số của thị xã Thủ Dầu Một.
Ngày 22 tháng 8 năm 2012, Chính phủ ban hành Nghị quyết số 43/NQ-CP. Theo đó, thành lập thành phố Bà Rịa thuộc tỉnh Bà Rịa – Vũng Tàu trên cơ sở toàn bộ diện tích và dân số của thị xã Bà Rịa.
Ngày 25 tháng 8 năm 2012, Chính phủ ban hành Nghị quyết số 60/NQ-CP. Theo đó, thành lập thành phố Cao Bằng thuộc tỉnh Cao Bằng trên cơ sở toàn bộ diện tích và dân số của thị xã Cao Bằng.
Ngày 28 tháng 12 năm 2012, Chính phủ ban hành Nghị quyết số 89/NQ-CP. Theo đó, thành lập thị xã Bình Minh thuộc tỉnh Vĩnh Long trên cơ sở toàn bộ diện tích và dân só của huyện Bình Minh.
Ngày 18 tháng 3 năm 2013, Chính phủ ban hành Nghị quyết số 33/NQ-CP. Theo đó, thành lập thị xã Kiến Tường thuộc tỉnh Long An trên cơ sở một phần diện tích và dân số của huyện Mộc Hóa.
Ngày 3 tháng 4 năm 2013, Chính phủ ban hành Nghị quyết số 47/NQ-CP. Theo đó, thành lập thị xã Hoàng Mai thuộc tỉnh Nghệ An trên cơ sở một phần diện tích và dân số của huyện Quỳnh Lưu.
Ngày 19 tháng 7 năm 2013, Chính phủ ban hành Nghị quyết số 86/NQ-CP. Theo đó, thành lập thành phố Châu Đốc thuộc tỉnh An Giang trên cơ sở toàn bộ diện tích và dân số của thị xã Châu Đốc.
Ngày 14 tháng 10 năm 2013, Chính phủ ban hành Nghị quyết số 113/NQ-CP. Theo đó, thành lập thành phố Sa Đéc thuộc tỉnh Đồng Tháp trên cơ sở toàn bộ diện tích và dân số của thị xã Sa Đéc.
Ngày 20 tháng 12 năm 2013, Chính phủ ban hành Nghị quyết số 125/NQ-CP. Theo đó, thành lập thị xã Ba Đồn thuộc tỉnh Quảng Bình trên cơ sở một phần diện tích và dân số của huyện Quảng Trạch.
Ngày 26 tháng 12 năm 2013, Chính phủ ban hành Nghị quyết số 130/NQ-CP. Theo đó, thành lập thị xã Cai Lậy thuộc tỉnh Tiền Giang trên cơ sở một phần diện tích và dân số của huyện Cai Lậy.
Ngày 27 tháng 12 năm 2013, Chính phủ ban hành Nghị quyết số 131/NQ-CP. Theo đó, thành lập thành phố Lai Châu thuộc tỉnh Lai Châu trên cơ sở toàn bộ diện tích và dân số của thị xã Lai Châu.
Ngày 29 tháng 12 năm 2013, Chính phủ ban hành 3 nghị quyết:
- Nghị quyết số 133/NQ-CP[136]. Theo đó, thành lập thị xã Ngã Năm thuộc tỉnh Sóc Trăng trên cơ sở toàn bộ diện tích và dân số của huyện Ngã Năm.
- Nghị quyết số 135/NQ-CP[137]. Theo đó, thành lập thành phố Tây Ninh thuộc tỉnh Tây Ninh trên cơ sở toàn bộ diện tích và dân số của thị xã Tây Ninh.
- Nghị quyết số 136/NQ-CP[138]. Theo đó, thành lập thị xã Bến Cát và thị xã Tân Uyên thuộc tỉnh Bình Dương trên cơ sở một phần diện tích của 2 huyện có tên tương ứng .

Ngày 11 tháng 3 năm 2015, Ủy ban thường vụ Quốc hội ban hành 3 nghị quyết:
- Nghị quyết số 889/NQ-UBTVQH13[139]. Theo đó, thành lập thị xã Điện Bàn thuộc tỉnh Quảng Nam trên cơ sở toàn bộ diện tích và dân số của huyện Điện Bàn.
- Nghị quyết số 891/NQ-UBTVQH13[140]. Theo đó, thành lập thị xã Đông Triều thuộc tỉnh Quảng Ninh trên cơ sở toàn bộ diện tích và dân số của huyện Đông Triều.
- Nghị quyết số 892/NQ-UBTVQH13[141]. Theo đó, thành lập thành phố Bắc Kạn thuộc tỉnh Bắc Kạn trên cơ sở toàn bộ diện tích và dân số của thị xã Bắc Kạn.

Ngày 10 tháng 4 năm 2015, Ủy ban thường vụ Quốc hội ban hành 2 nghị quyết:
- Nghị quyết số 903/NQ-UBTVQH13[142]. Theo đó, thành lập thị xã Kỳ Anh thuộc tỉnh Hà Tĩnh trên cơ sở một phần diện tích và dân số của huyện Kỳ Anh.
- Nghị quyết số 904/NQ-UBTVQH13[143]. Theo đó, thành lập thành phố Tam Điệp thuộc tỉnh Ninh Bình trên cơ sở toàn bộ diện tích và dân số của thị xã Tam Điệp.

Ngày 15 tháng 5 năm 2015, Ủy ban thường vụ Quốc hội ban hành 4 nghị quyết:
- Nghị quyết số 930/NQ-UBTVQH13[144]. Theo đó, thành lập thị xã Giá Rai thuộc tỉnh Bạc Liêu trên cơ sở toàn bộ diện tích và dân số của huyện Giá Rai.
- Nghị quyết số 932/NQ-UBTVQH13[145]. Theo đó, thành lập thành phố Sông Công thuộc tỉnh Thái Nguyên trên cơ sở toàn bộ diện tích và dân số của thị xã Sông Công và thành lập thị xã Phổ Yên trên cơ sở toàn bộ diện tích và dân số của huyện Phổ Yên.
- Nghị quyết số 933/NQ-UBTVQH13[146]. Theo đó, thành lập thị xã Long Mỹ thuộc tỉnh Hậu Giang trên cơ sở một phần diện tích và dân số của huyện Long Mỹ.
- Nghị quyết số 934/NQ-UBTVQH13[147]. Theo đó, thành lập thị xã Duyên Hải thuộc tỉnh Trà Vinh trên cơ sở một phần diện tích và dân số của huyện Duyên Hải.

Cuối năm 2015, cả nước có 51 thị xã.
Ngày 19 tháng 4 năm 2017, Ủy ban thường vụ Quốc hội ban hành Nghị quyết số 368/NQ-UBTVQH14. Theo đó, thành lập thành phố Sầm Sơn thuộc tỉnh Thanh Hóa trên cơ sở toàn bộ diện tích và dân số của thị xã Sầm Sơn.
Ngày 7 tháng 2 năm 2018, Ủy ban thường vụ Quốc hội ban hành Nghị quyết số 484/NQ-UBTVQH14. Theo đó, thành lập thành phố Phúc Yên thuộc tỉnh Vĩnh Phúc trên cơ sở toàn bộ diện tích và dân số của thị xã Phúc Yên.
Ngày 12 tháng 4 năm 2018, Ủy ban thường vụ Quốc hội ban hành Nghị quyết số 492/NQ-UBTVQH14. Theo đó, thành lập thị xã Phú Mỹ thuộc tỉnh Bà Rịa – Vũng Tàu trên cơ sở toàn bộ diện tích và dân số của huyện Tân Thành.
Ngày 11 tháng 9 năm 2018, Ủy ban thường vụ Quốc hội ban hành Nghị quyết số 573/NQ-UBTVQH14. Theo đó, thành lập thành phố Hà Tiên thuộc tỉnh Kiên Giang trên cơ sở toàn bộ diện tích và dân số của thị xã Hà Tiên.
Ngày 16 tháng 10 năm 2018, Ủy ban thường vụ Quốc hội ban hành Nghị quyết số 587/NQ-UBTVQH14. Theo đó, thành lập thành phố Đồng Xoài thuộc tỉnh Bình Phước trên cơ sở toàn bộ diện tích và dân số của thị xã Đồng Xoài.
Ngày 10 tháng 1 năm 2019, Ủy ban thường vụ Quốc hội ban hành Nghị quyết số 623/NQ-UBTVQH14. Theo đó, thành lập thành phố Chí Linh thuộc tỉnh Hải Dương trên cơ sở toàn bộ diện tích và dân số của thị xã Chí Linh.
Ngày 12 tháng 3 năm 2019, Ủy ban thường vụ Quốc hội ban hành Nghị quyết số 656/NQ-UBTVQH14. Theo đó, thành lập thị xã Mỹ Hào thuộc tỉnh Hưng Yên trên cơ sở toàn bộ diện tích và dân số của huyện Mỹ Hào.
Ngày 10 tháng 4 năm 2019, Ủy ban thường vụ Quốc hội ban hành Nghị quyết số 673/NQ-UBTVQH14. Theo đó, thành lập thành phố Long Khánh thuộc tỉnh Đồng Nai trên cơ sở toàn bộ diện tích và dân số của thị xã Long Khánh.
Ngày 11 tháng 9 năm 2019, Ủy ban thường vụ Quốc hội ban hành 2 nghị quyết:
- Nghị quyết số 767/NQ-UBTVQH14[156]. Theo đó, thành lập thị xã Sa Pa thuộc tỉnh Lào Cai trên cơ sở toàn bộ diện tích và dân số của huyện Sa Pa.
- Nghị quyết số 768/NQ-UBTVQH14[157]. Theo đó, thành lập thị xã Kinh Môn thuộc tỉnh Hải Dương trên cơ sở toàn bộ diện tích và dân số của huyện Kinh Môn.

Ngày 17 tháng 12 năm 2019, Ủy ban thường vụ Quốc hội ban hành 2 nghị quyết:
- Nghị quyết số 829/NQ-UBTVQH14[158]. Theo đó, thành lập thị xã Duy Tiên thuộc tỉnh Hà Nam trên cơ sở toàn bộ diện tích và dân số của huyện Duy Tiên.
- Nghị quyết số 835/NQ-UBTVQH14[159]. Theo đó, thành lập thành phố Gia Nghĩa thuộc tỉnh Đắk Nông trên cơ sở toàn bộ diện tích và dân số của thị xã Gia Nghĩa.

Ngày 10 tháng 1 năm 2020, Ủy ban Thường vụ Quốc hội ban hành 4 nghị quyết:
- Nghị quyết số 857/NQ-UBTVQH14[160]. Theo đó, thành lập thành phố Dĩ An và thành phố Thuận An thuộc tỉnh Bình Dương trên cơ sở toàn bộ diện tích và dân số của 2 thị xã có tên tương ứng
- Nghị quyết số 865/NQ-UBTVQH14[161]. Theo đó, thành lập thị xã Hòa Thành và thị xã Trảng Bàng thuộc tỉnh Tây Ninh trên cơ sở toàn bộ diện tích và dân số của 2 huyện có tên tương ứng
- Nghị quyết số 867/NQ-UBTVQH14[162]. Theo đó, thành lập thị xã Đức Phổ thuộc tỉnh Quảng Ngãi trên cơ sở toàn bộ diện tích và dân số của huyện Đức Phổ.
- Nghị quyết số 869/NQ-UBTVQH14[163]. Theo đó, thành lập thành phố Ngã Bảy thuộc tỉnh Hậu Giang trên cơ sở toàn bộ diện tích và dân số của thị xã Ngã Bảy.

Ngày 22 tháng 4 năm 2020, Ủy ban Thường vụ Quốc hội ban hành 3 nghị quyết:
- Nghị quyết số 931/NQ-UBTVQH14.[164] Theo đó, thành lập thị xã Đông Hòa thuộc tỉnh Phú Yên trên cơ sở toàn bộ diện tích và dân số của huyện Đông Hòa.
- Nghị quyết số 932/NQ-UBTVQH14.[165] Theo đó, thành lập thị xã Hoài Nhơn thuộc tỉnh Bình Định trên cơ sở toàn bộ diện tích và dân số của huyện Hoài Nhơn.
- Nghị quyết số 933/NQ-UBTVQH14.[166] Theo đó, thành lập thị xã Nghi Sơn thuộc tỉnh Thanh Hóa trên cơ sở toàn bộ diện tích và dân số của huyện Tĩnh Gia.

Ngày 18 tháng 9 năm 2020, Ủy ban Thường vụ Quốc hội ban hành Nghị quyết số 1003/NQ-UBTVQH14. Theo đó, thành lập thành phố Hồng Ngự thuộc tỉnh Đồng Tháp trên cơ sở toàn bộ diện tích và dân số của thị xã Hồng Ngự.
Ngày 22 tháng 9 năm 2021, Ủy ban Thường vụ Quốc hội ban hành Nghị quyết số 387/NQ-UBTVQH15. Theo đó, thành lập thành phố Từ Sơn thuộc tỉnh Bắc Ninh trên cơ sở toàn bộ diện tích và dân số của thị xã Từ Sơn.
Ngày 15 tháng 2 năm 2022, Ủy ban Thường vụ Quốc hội ban hành Nghị quyết số 469/NQ-UBTVQH15. Theo đó, thành lập thành phố Phổ Yên thuộc tỉnh Thái Nguyên trên cơ sở toàn bộ diện tích và dân số của thị xã Phổ Yên.
Ngày 11 tháng 8 năm 2022, Ủy ban Thường vụ Quốc hội ban hành Nghị quyết số 570/NQ-UBTVQH15. Theo đó, thành lập thị xã Chơn Thành thuộc tỉnh Bình Phước trên cơ sở toàn bộ diện tích và dân số của huyện Chơn Thành.
Ngày 13 tháng 2 năm 2023, Ủy ban Thường vụ Quốc hội ban hành 3 nghị quyết:
- Nghị quyết số 721/NQ-UBTVQH15.[171] Theo đó, thành lập thị xã Tịnh Biên thuộc tỉnh An Giang trên cơ sở toàn bộ diện tích và dân số của huyện Tịnh Biên.
- Nghị quyết số 723/NQ-UBTVQH15.[172] Theo đó, thành lập thị xã Quế Võ và thị xã Thuận Thành thuộc tỉnh Bắc Ninh trên cơ sở toàn bộ diện tích và dân số của 2 huyện có tên tương ứng
- Nghị quyết số 725/NQ-UBTVQH15.[173] Theo đó, thành lập thành phố Tân Uyên thuộc tỉnh Bình Dương trên cơ sở toàn bộ diện tích và dân số của thị xã Tân Uyên.

Ngày 13 tháng 12 năm 2023, Ủy ban Thường vụ Quốc hội ban hành Nghị quyết số 938/NQ-UBTVQH15. Theo đó, thành lập thị xã Việt Yên thuộc tỉnh Bắc Giang trên cơ sở toàn bộ diện tích và dân số của huyện Việt Yên.
Ngày 19 tháng 3 năm 2024, Ủy ban Thường vụ Quốc hội ban hành 2 nghị quyết:
- Nghị quyết số 1012/NQ-UBTVQH15[175]. Theo đó, thành lập thành phố Bến Cát thuộc tỉnh Bình Dương trên cơ sở toàn bộ diện tích và dân số của thị xã Bến Cát.
- Nghị quyết số 1013/NQ-UBTVQH15[176]. Theo đó, thành lập thành phố Gò Công thuộc tỉnh Tiền Giang trên cơ sở toàn bộ diện tích và dân số của thị xã Gò Công.

Ngày 28 tháng 9 năm 2024, Ủy ban Thường vụ Quốc hội ban hành 2 nghị quyết:
- Nghị quyết số 1199/NQ-UBTVQH15[177]. Theo đó, thành lập thành phố Đông Triều thuộc tỉnh Quảng Ninh trên cơ sở toàn bộ diện tích tự nhiên và dân số của thị xã Đông Triều.
- Nghị quyết số 1191/NQ-UBTVQH15[178]. Theo đó, thành lập thị xã Chũ thuộc tỉnh Bắc Giang trên cơ sở một phần diện tích và dân số của huyện Lục Ngạn.

Ngày 24 tháng 10 năm 2024, Ủy ban Thường vụ Quốc hội ban hành Nghị quyết số 1243/NQ-UBTVQH15. Theo đó, sáp nhập toàn bộ diện tích tự nhiên và dân số của thị xã Cửa Lò vào thành phố Vinh.
Ngày 14 tháng 11 năm 2024, Ủy ban Thường vụ Quốc hội ban hành 2 nghị quyết:
- Nghị quyết số 1280/NQ-UBTVQH15[180]. Theo đó, thành lập thị xã Mộc Châu thuộc tỉnh Sơn La trên cơ sở toàn bộ diện tích tự nhiên va dân số của huyện Mộc Châu.
- Nghị quyết số 1288/NQ-UBTVQH15[181]. Theo đó, thành lập thị xã Kim Bảng thuộc tỉnh Hà Nam trên cơ sở toàn bộ diện tích tự nhiên và dân số của huyện Kim Bảng.

Ngày 30 tháng 11 năm 2024, Ủy ban Thường vụ Quốc hội ban hành Nghị quyết số 1314/NQ-UBTVQH15. Theo đó, thành lập thị xã Phong Điền thuộc thành phố Huế (sau khi Huế trở thành thành phố trực thuộc Trung ương) trên cơ sở toàn bộ diện tích và dân số của huyện Phong Điền.
Ngày 15 tháng 1 năm 2025, Ủy ban Thường vụ Quốc hội ban hành Nghị quyết số 1365/NQ-UBTVQH15. Theo đó, thành lập thành phố Phú Mỹ thuộc tỉnh Bà Rịa - Vũng Tàu trên cơ sở toàn bộ diện tích và dân số của thị xã Phú Mỹ.
Cả nước có 52 thị xã như hiện nay.
Có 2 trường hợp đặc biệt đó là huyện đảo Phú Quốc, tỉnh Kiên Giang và huyện Thủy Nguyên, thành phố Hải Phòng đều được nâng cấp lên thẳng thành phố mà không trải qua cấp thị xã như các thành phố trực thuộc tỉnh thành khác trên cả nước.

## Phát triển
Một số huyện đã được Bộ Xây dựng công nhận là đô thị loại IV và đang định hướng trở thành thị xã:
- Huyện Diên Khánh (Khánh Hòa)[184]
- Huyện Núi Thành (Quảng Nam)[185]
- Huyện Yên Phong (Bắc Ninh)[186]
- Huyện Hiệp Hòa (Bắc Giang)
- Huyện Tiểu Cần (Trà Vinh)

Một số huyện đã được Thủ tướng Chính phủ phê duyệt kế hoạch nâng cấp đô thị giai đoạn 2021 – 2030 và cũng có định hướng thành lập thị xã:
- Huyện Lương Sơn (Hoà Bình)
- Huyện Mai Châu (Hòa Bình)
- Huyện Thanh Ba (Phú Thọ)
- Huyện Thanh Sơn (Phú Thọ)
- Huyện Phù Ninh (Phú Thọ)
- Huyện Tiên Du (Bắc Ninh)
- Huyện Bình Xuyên (Vĩnh Phúc)
- Huyện Vĩnh Tường (Vĩnh Phúc)
- Huyện Lập Thạch (Vĩnh Phúc)
- Huyện Tam Đảo (Vĩnh Phúc)
- Huyện Bình Giang (Hải Dương)
- Huyện Bình Sơn (Quảng Ngãi)
- Huyện Tư Nghĩa (Quảng Ngãi)
- Huyện Tây Sơn (Bình Định)
- Huyện Tuy An (Phú Yên)
- Huyện Vạn Ninh (Khánh Hòa)
- Huyện Ngọc Hồi (Kon Tum)
- Huyện Chư Sê (Gia Lai)
- Huyện Cư Jút (Đắk Nông)
- Huyện Đắk Mil (Đắk Nông)
- Huyện Đắk R'lấp (Đắk Nông)
- Huyện Đức Trọng (Lâm Đồng)
- Huyện Bến Cầu (Tây Ninh)
- Huyện Dương Minh Châu (Tây Ninh)
- Huyện Gò Dầu (Tây Ninh)
- Huyện Trảng Bom (Đồng Nai)
- Huyện Long Thành (Đồng Nai)
- Huyện Ba Tri (Bến Tre)
- Huyện Bình Đại (Bến Tre)
- Huyện Mỏ Cày Nam (Bến Tre)
- Huyện Hòa Vang (Đà Nẵng)...